# Sakartvelos tasi 2012-2013
La Sakartvelos tasi 2012-2013 (in georgiano საქართველოს თასი, Coppa di Georgia), nota anche come Coppa David Kipiani 2012-2013, è stata la 23ª edizione del trofeo. La competizione è iniziata il 29 agosto 2012 e si è conclusa il 22 maggio 2013 con la finale. Il Dinamo Tbilisi ha vinto la coppa per la decima volta nella sua storia.

## Squadre Partecipanti
| Umaglesi Liga | Pirveli Liga |
| Zugdidi Chik. Sachkhere Dila Gori Dinamo Batumi Dinamo Tbilisi K'olkheti-1913 Poti Merani Mart'vili Met'alurgi Rustavi Sioni Bolnisi T'orp'edo Kutaisi WIT Georgia Zest'aponi | Aieti Chiatura Chkherimela Kharagauli Gagra Guria Lanchkhuti Imereti Khoni K'olkheti Khobi Liakhvi Achabeti Lok’omot’ivi Tbilisi Mertskhali Ozurgeti Samgurali Ts'q'alt'ubo Samt'redia Shukura Kobuleti Spartaki-Tskhinvali Squri STU Tbilisi |

## Primo turno
Le partite di andata si sono giocate il 29 e il 30 agosto 2012, quelle di ritorno il 17 e il 19 settembre.
| Squadra 1              | Totale      | Squadra 2            | Andata | Ritorno |
| ---------------------- | ----------- | -------------------- | ------ | ------- |
| Chkherimela Kharagauli | 4 - 5       | Dinamo Batumi        | 4 - 2  | 0 - 3   |
| Chik. Sachkhere        | 4 - 0       | K'olkheti Khobi      | 2 - 0  | 2 - 0   |
| Guria Lanchkhuti       | 4 - 0       | Squri                | 2 - 0  | 2 - 0   |
| Mertskhali Ozurgeti    | 0 - 5       | Shukura Kobuleti     | 0 - 3  | 0 - 2   |
| Aieti                  | 4 - 6       | Sioni Bolnisi        | 1 - 3  | 3 - 3   |
| Liakhvi Achabeti       | 3 - 6       | Spartaki-Tskhinvali  | 2 - 1  | 1 - 5   |
| Zugdidi                | 7 - 3       | Imereti Khoni        | 4 - 1  | 3 - 2   |
| Samgurali Ts'q'alt'ubo | 1 - 5       | K'olkheti Poti       | 0 - 2  | 1 - 3   |
| Samt'redia             | 2 - 0       | Merani Mart'vili     | 0 - 0  | 2 - 0   |
| WIT Georgia            | 2 - 2 (gfc) | Lok’omot’ivi Tbilisi | 0 - 1  | 2 - 1   |
| Dinamo Tbilisi         | 14 - 1      | STU Tbilisi          | 8 - 0  | 6 - 1   |
| Gagra                  | 6 - 0       | Chiatura             | 4 - 0  | 2 - 0   |

## Ottavi di finale
Le partite di andata si giocano il 26 febbraio 2013, quelle di ritorno il 3 marzo.
| Squadra 1         | Totale           | Squadra 2           | Andata | Ritorno |
| ----------------- | ---------------- | ------------------- | ------ | ------- |
| Dila Gori         | 9 - 0            | Samt'redia          | 6 - 0  | 3 - 0   |
| Dinamo Batumi     | 2 - 2 (gfc)      | Met'alurgi Rustavi  | 1 - 2  | 1 - 0   |
| WIT Georgia       | 2 - 2 (rig: 3-0) | Spartaki-Tskhinvali | 1 - 1  | 1 - 1   |
| Guria Lanchkhuti  | 3 - 3 (gfc)      | Zest'aponi          | 0 - 1  | 3 - 2   |
| Shukura Kobuleti  | 0 - 11           | Chik. Sachkhere     | 0 - 8  | 0 - 3   |
| Zugdidi           | 1 - 4            | Sioni Bolnisi       | 0 - 3  | 1 - 1   |
| T'orp'edo Kutaisi | 3 - 1            | Gagra               | 1 - 1  | 2 - 0   |
| K'olkheti Poti    | 0 - 3            | Dinamo Tbilisi      | 0 - 1  | 0 - 2   |

## Quarti di finale
Le partite di andata si giocano il 13 marzo 2013, quelle di ritorno il 10 aprile.
| Squadra 1          | Totale      | Squadra 2           | Andata | Ritorno |
| ------------------ | ----------- | ------------------- | ------ | ------- |
| Met'alurgi Rustavi | 2 - 1       | Spartaki-Tskhinvali | 1 - 0  | 1 - 1   |
| Guria Lanchkhuti   | 2 - 3       | Dinamo Tbilisi      | 0 - 0  | 2 - 3   |
| Chik. Sachkhere    | 5 - 1       | Dila Gori           | 3 - 0  | 2 - 1   |
| T'orp'edo Kutaisi  | 3 - 3 (gfc) | Sioni Bolnisi       | 3 - 1  | 0 - 2   |

## Semifinali
Le partite di andata si giocano il 23 aprile 2013, quelle di ritorno l'8 maggio.
| Squadra 1          | Totale | Squadra 2      | Andata | Ritorno |
| ------------------ | ------ | -------------- | ------ | ------- |
| Chik. Sachkhere    | 2 - 1  | Sioni Bolnisi  | 2 - 0  | 0 - 1   |
| Met'alurgi Rustavi | 2 - 6  | Dinamo Tbilisi | 2 - 1  | 0 - 5   |

## Finale
| Arbitro: | Lasha Silagava |

|                                           |           |              |
| Merebashvili 58’ Khmaladze 63’ Dzaria 74’ | Marcatori | 90+4’ Sajaia |